# 알베르토 후지모리
알베르토 후지모리 후지모리(스페인어: Alberto Fujimori Fujimori 알베르토 푸히모리 푸히모리[*], 1938년 7월 28일~2024년 9월 11일), 일본식 이름은 후지모리 겐야(일본어: 藤森 謙也, ふじもり けんや, 전체 형식상 스페인어 이름은 알베르토 겐야 후지모리 데 가타오카 이 이노모토(스페인어: Alberto Kenya Fujimori de Kataoka y Inomoto), 이는 스페인어로 "일본 가타오카 및 이노모토 지역의 알베르토 후지모리 겐야(알베르토 케냐 푸히모리 데 카타오카 이 이노모토)"를 의미한다.)는 페루의 정치인으로 1990년 7월 28일에서부터 2000년 11월 22일까지 제54대 페루의 대통령을 지냈다.
그는 일본계 이민자 출신의 페루인으로, 대통령 재임 초반 그는 페루의 경제 발전에 일정한 성과를 거두었다고 평가를 받았으나 의회를 무력화시킨 내부 쿠데타와 권위주의 통치 방식, 인권 탄압 등으로 지지를 잃다가 자신의 영구 집권을 위한 헌법 개정을 위해 야당 의원을 돈으로 매수하는 장면이 찍힌 비디오가 공개되자 일본으로 도주하였다.

## 생애

### 어린 시절과 국적
20세기 초 남미로 대거 이주한 일본인 이주자의 자손으로, 일본명은 후지모리 켄야(일본어: 藤森 謙也, ふじもり けんや). 기록에 따르면 후지모리는 1938년 페루 리마 미라플로레스 지구에서 일본 구마모토현에서 이주한 부모의 아들로 출생한 것으로 되어 있다. 그러나 야당 등 일각에서 그의 출생 기록에 원래 출생지가 지워지고 그 위에 다른 글씨로 조작된 흔적이 있다는 의혹이 제기되었다.
페루 헌법은 페루에서 출생한 사람만이 대통령에 출마할 수 있는 자격이 주어지기 때문이었다. 또한 페루의 신문 보도에 따르면 1934년 입국한 그의 모친인 무츠에 이노모토 데 후지모리는 페루로 입국할 때 두 명의 자녀를 두고 있다고 신고한 것으로 되어 있는데, 후지모리는 그녀의 네 자녀 중 둘째이다. 이러한 의혹에도 불구하고 정식 조사가 이루어진 경우는 없다.
한편 그의 아버지인 후지모리 나오이치가 페루 주재 일본 영사관에 일본 국적을 유지하겠다는 의사를 밝힘에 따라 한 나라의 대통령이 이중 국적을 보유하는 일이 벌어졌다. 후지모리의 이중 국적 보유 사실은 잘 알려지지 않았다가 그가 일본으로 도피한 이후 일본 정부가 그의 일본 국적 보유 사실을 근거로 범죄자 송환 요구를 지속적으로 거부해 페루 국민들의 공분을 사기도 했다.

### 대통령 재임
1990년 캄비오 90(Cambio란 변화란 뜻의 스페인어)이란 신당소속으로 페루의 세계적인 작가 마리오 바르가스 요사를 제치고 대통령에 당선되었다. 주로 요사의 신자유주의적 긴축정책에 불안을 느끼고 있던 빈민층의 높은 지지도와 스페인계 정치엘리트들과 무관한 일본계라는 사실 등이 강점으로 부각되었다.
1990년 7월 28일, 페루의 대통령에 취임한 후 인플레이션 억제와 재정적자 해소에 중점을 두고 경제 재건에 착수, 1990년 9월 국제 금융 사회에 복귀하였다. 그러나 개혁에 미온적이던 국회와의 잦은 마찰로 인해 후지모리는 1992년 4월 군부 친위 쿠데타를 통해 의회를 해산시켰으며, 1993년 12월에는 신헌법을 발표해 재선의 가능성을 마련하였다. 1995년 1월 국경 지역에서 에콰도르와의 충돌이 일어나자 군사를 동원해 케네파 전쟁을 벌이기도 했다.
1995년 4월 유효표의 64.2%를 얻어 전임 유엔 사무총장이던 하비에르 페레스 데 케야르를 물리치고 재선에 성공한 뒤에도 계속 초긴축정책과 외자 유치로 8000%까지 치솟던 인플레이션을 안정시키는 한편, 30년 넘게 활동하던 게릴라조직을 완전 진압함으로써 정치적 안정도 달성하였다. 그러나 권력에 너무 연연하여 1996년 8월에는 후지모리 자신이 2000년 대통령 선거에 입후보할 수 있는 헌법 해석법을 국회에서 가결시켜 대통령의 3선을 막는 제도적 장치를 제거하였고, 이후 숱한 부정을 저지르면서 정권 연장에 전념하였다.
2000년 4월, 3선에 도전해 알레한드로 톨레도 후보를 제치고 1차 투표에서 49.89%의 지지를 얻었으나 과반수에 실패한 뒤 재투표에서 51.2%의 득표로 3선에 성공, 그해 7월 28일 취임식 당일에 대규모 데모로 인해 국립은행 경비원 6명이 사망하는 사태가 일어났다. 이어 11월에는 당시 국가정보부장이던 블라디미로 몬테시노스(Vladimiro Montesinos)가 야당 의원을 돈으로 매수하는 장면이 담긴 비디오 테이프가 공개되면서 수도 리마와 이키토스, 쿠스코 등 페루 주요 도시에서 사퇴를 요구하는 대규모 시위가 일어나 결국 실각해 일본으로 도주하였다.

### 축출
이후에 후지모리의 집권 기간 동안 일어났던 각종 비리와 약점들이 드러나 사법과 언론 장악, 의회 강제 해산, 1995년 선거 과정에서의 야당 후보 도청, 3선 연임을 위한 변칙적 법률 승인, 2000년 선거에 행해진 유권자 수천 명의 명부 조작, 국고 유용, 헌법상 투표권이 없는 군인과 경찰의 신분증 위조 발급 등 비리로 인해 집권 10년 만에 권좌에서 물러났다.
후지모리는 일본의 보호 아래에 5년 간 도피 생활을 했고 그 동안 2000년 11월~2001년 7월까지 발렌틴 파니아과가 임시 대통령으로 국정 수행하다가 지난 선거에서 후지모리에게 패했던 알레한드로 톨레도 후보가 대통령으로 올랐다.

### 근황
2005년 11월에 페루에서의 정치적 부활을 타진하기 위해 칠레로 입국했다. 이에 칠레 당국은 그를 주요 범죄자로 체포, 구금하였고 그는 보석으로 풀려났다. 칠레 당국은 국외도주의 우려가 있다는 이유로 그를 가택연금했다.
그러다가 최근 일본 고이즈미 준이치로 전 총리의 우정개혁에 반발하여 자민당을 탈당한 의원들이 결성한 보수신당인 국민신당의 가메이 시즈카 대표로부터 참의원 선거 출마를 제의받고 이를 수락, 2007년 7월 29일 참의원 선거에 국민신당소속 비례대표로 출마하여 논란의 대상이 되기도 하였다. 이중국적의 전직국가원수가 타국의 국회의원선거에 출마하는 것은 전례가 없는 일이었지만, 일본 국적 보유자이기 때문에 법적으로는 문제가 없었다. 그러나 아소 다로 당시 외무장관은 그의 일본 입국을 불허하여, 그는 계속 칠레에 머물 수밖에 없었고, 국민신당도 많은 표를 얻지 못하여 결국 낙선하였다.
2007년 9월 22일 칠레 대법원은 그의 신병을 페루로 송환하기로 결정, 그 다음날 곧바로 페루로 인도되어 수감되었다. 그러나 아직도 페루에는 그를 지지하는 사람도 상당히 많이 남아 있는 것으로 알려져 있다.
2010년 1월 3일에 페루 대법원이 그에게 징역 25년형을 선고 확정하였다. 이후 7년여간 수감되다가, 2017년 12월 23일 건강 이상으로 리마의 한 병원으로 옮겨졌다. 검사 결과 난치병을 앓고 있으며, 수감 생활을 지속하기 어려운 상황이라는 판단 하에, 이튿날인 12월 24일 페드로 파블로 쿠친스키 페루 대통령이 "인도주의적 사면"을 밝힘으로서 전격 사면되었다. 그후 2018년 10월 3일(현지시간)페루 대법원이 전날 반인륜 범죄에 대한 사면이 불법적으로 이뤄졌다는 점을 근거로 사면을 취소하고 재수감 판결을 내리자 심장 이상을 이유로 바로 입원했다.

## 가족
- 부모
  - 아버지: 무추에 이노모토 데 푸히모리
  - 어머니: 나오이치 푸히모리
- 배우자
  - 사토미 카타오카 데 푸히모리(재혼)
  - 수사나 이구치(이혼)
- 자녀: 케이코 푸히모리(딸)

## 역대 선거 결과
| 선거명      | 직책명        | 대수 | 정당      | 1차 득표율 | 1차 득표수  | 2차 득표율 | 2차 득표수  | 결과 | 당락             |
| ----------- | ------------- | ---- | --------- | ---------- | ----------- | ---------- | ----------- | ---- | ---------------- |
| 1990년 선거 | 페루의 대통령 | 54대 | 캄비오 90 | 29.09%     | 1,932,208표 | 62.32%     | 4,478,897표 | 1위  | 페루 대통령 당선 |
| 1995년 선거 | 페루의 대통령 | 54대 | 캄비오 90 | 64.28%     | 4,645,279표 |            |             | 1위  | 페루 대통령 당선 |
| 2000년 선거 | 페루의 대통령 | 54대 | 캄비오 90 | 49.87%     | 5,528,568표 | 74.33%     | 6,041,685표 | 1위  | 페루 대통령 당선 |

## 같이 보기
- 페루의 역사
- 블라디미로 몬테시노스